# Cybaeus montanus
Espèce
Cybaeus montanus est une espèce d'araignées aranéomorphes de la famille des Cybaeidae.

## Distribution
Cette espèce se rencontre en Italie en Lombardie et en Suisse au Tessin,.

## Description
Les mâles mesurent de 6 à 7 mm et les femelles de 6 à 7 mm.

## Publication originale
- Maurer, 1992 : Zur Gattung Cybaeus im Alpenraum (Araneae: Agelenidae, Cybaeinae). Beschreibung von C. montanus n. sp. und C. intermedius n. sp. Revue Suisse de Zoologie, vol. 99, p. 147-162 (texte intégral).